# Рощупкін Олександр Мефодійович
Олександр Мефодійович Рощупкін (28 листопада 1929, село Верхнє-Чуфічево Старооскольського району, тепер Бєлгородської області, Росія — 11 березня 2006, місто Сімферополь) — український радянський партійний діяч. Депутат Верховної Ради УРСР 10—11-го скликань. Кандидат у члени ЦК КПУ в 1981—1986 р. Член ЦК КПУ в 1986—1990 р.

## Біографія
У 1947 році закінчив Старооскольський геологорозвідувальний технікум. У 1952 році закінчив Харківський політехнічний інститут імені Леніна.
У 1952—1954 роках — черговий інженер-диспетчер оперативної служби району електромереж «Крименерго» у місті Севастополі.
Член КПРС з 1954 року.
У 1954—1955 роках — 2-й секретар Корабельного районного комітету ЛКСМУ міста Севастополя. У 1955—1958 роках — 2-й секретар Севастопольського міського комітету ЛКСМУ. У 1958—1959 роках — 1-й секретар Севастопольського міського комітету ЛКСМУ.
У 1959—1961 роках — начальник Севастопольського відділення енергозбуту районного управління «Крименерго».
У 1961—1963 роках — 2-й секретар Нахімовського районного комітету КПУ міста Севастополя.
У 1963 — грудні 1964 року — завідувач відділу партійних органів Кримського промислового обласного комітету КПУ. У грудні 1964 — 1970 року — завідувач промислового відділу Кримського обласного комітету КПУ.
У 1970 — січні 1972 року — інспектор ЦК КПУ.
У січні 1972 — листопаді 1978 року — секретар Кримського обласного комітету КПУ.
У листопаді 1978 — квітні 1985 року — 2-й секретар Кримського обласного комітету КПУ.
13 квітня 1985 — 27 грудня 1989 року — голова виконавчого комітету Кримської обласної ради народних депутатів.
З грудня 1989 року — на пенсії в місті Сімферополі.

## Нагороди
- орден Жовтневої Революції
- орден Трудового Червоного Прапора
- орден «Знак Пошани»
- медалі